# Dyskografia Black Uhuru
Dyskografia Black Uhuru, jamajskiej grupy muzycznej wykonującej roots reggae.

## Albumy studyjne
| Lp. | Tytuł              | Data wydania | Wytwórnia             | Format |
| --- | ------------------ | ------------ | --------------------- | ------ |
| 1.  | Love Crisis        | 1977         | Third World / Jammy’s | LP     |
| 2.  | Showcase           | 1979         | Taxi / D-Roy          | LP     |
| 3.  | Sinsemilla         | 1980         | Taxi / Island         | LP     |
| 4.  | Red                | 1981         | Taxi / Island         | LP     |
| 5.  | Chill Out          | 1982         | Taxi / Island         | LP     |
| 6.  | Uhuru in Dub       | 1982         | CSA                   | LP     |
| 7.  | The Dub Factor     | 1983         | Taxi / Island         | LP     |
| 8.  | Anthem             | 1984         | Taxi / Island         | LP     |
| 9.  | Brutal             | 1986         | RAS / Bellaphon       | CD, LP |
| 10. | Brutal Dub         | 1986         | RAS                   | CD, LP |
| 11. | Positive           | 1987         | RAS / Bellaphon       | CD, LP |
| 12. | Positive Dub       | 1987         | RAS                   | CD, LP |
| 13. | Now                | 1990         | Mesa                  | CD, LP |
| 14. | Now Dub            | 1990         | Mesa                  | CD, LP |
| 15. | Iron Storm         | 1991         | Mesa                  | CD, LP |
| 16. | Iron Storm Dub     | 1991         | Mesa                  | CD, LP |
| 17. | Mystical Truth     | 1992         | Mesa                  | CD, LP |
| 18. | Mystical Truth Dub | 1993         | Mesa                  | CD, LP |
| 19. | Strongg            | 1994         | Mesa                  | CD, LP |
| 20. | Strongg Dubb       | 1994         | Mesa                  | CD, LP |
| 21. | Unification        | 1998         | Five Star General     | CD     |
| 22. | Dynasty            | 2001         | RAS                   | CD     |

## Albumy koncertowe
| Lp. | Tytuł                 | Data wydania | Wytwórnia     | Format | Komentarz                                                          |
| --- | --------------------- | ------------ | ------------- | ------ | ------------------------------------------------------------------ |
| 1.  | Tear It Up            | 1982         | Taxi / Island | LP     | nagranie z koncertu zespołu w Londynie w roku 1981                 |
| 2.  | Live in New York City | 1988         | Sonic Sounds  | LP     | nagranie z koncertu zespołu w Nowym Jorku w roku 1986              |
| 3.  | Live                  | 1995         | Sonic Sounds  | CD     | nagranie z koncertu zespołu w San Diego w roku 1993                |
| 4.  | Live ’84              | 2000         | Tabou 1       | CD     | nagrania z trasy koncertowej zespołu po USA w roku 1984            |
| 5.  | Dubbin’ It Live       | 2001         | Tabou 1       | CD     | nagranie z występu zespołu na festiwalu Paléo w Nyonie w roku 2001 |
| 6.  | Live in London        | 2006         | Straight Up   | DVD    | nagranie z koncertu zespołu w Londynie w roku 1983                 |
| 7.  | Live in Chicago ’84   | 2008         | Taxi          | CD     | nagranie z koncertu zespołu w Chicago w roku 1984                  |

## Kompilacje
| Lp. | Tytuł                                        | Data wydania | Wytwórnia      | Format | Komentarz                                                             |
| --- | -------------------------------------------- | ------------ | -------------- | ------ | --------------------------------------------------------------------- |
| 1.  | Reggae Greats: Black Uhuru                   | 1984         | Mango / Island | LP     | składanka z serii „Reggae Greats” (utwory z lat 1980–1984)            |
| 2.  | 20 Greatest Hits                             | 1990         | Sonic Sounds   | CD     | składanka „the best of” (utwory z lat 1978–1987)                      |
| 3.  | Liberation: The Island Anthology             | 1993         | Mango / Island | CD     | dwupłytowa składanka „the best of” (utwory z lat 1980–1984)           |
| 4.  | RAS Portraits: Black Uhuru                   | 1997         | RAS            | CD     | składanka z serii „RAS Portraits” (utwory z lat 1986–1987)            |
| 5.  | What Is Life: An Introduction To Black Uhuru | 1999         | Island         | CD     | składanka z serii „An Introduction To...” (utwory z lat 1980–1984)    |
| 6.  | Classic: Black Uhuru                         | 2000         | Island         | CD     | składanka „the best of” (utwory z lat 1980–1984)                      |
| 7.  | Ultimate Collection: Black Uhuru             | 2000         | Hip-O          | CD     | składanka z serii „Ultimate Collection” (utwory z różnych lat)        |
| 8.  | Kings of Reggae: Black Uhuru                 | 2001         | I-Sound        | CD     | składanka z serii „Kings of Reggae” (utwory z lat 1986–1987)          |
| 9.  | The Millenium Collection: Black Uhuru        | 2004         | Island         | CD     | składanka z serii „The Millenium Collection” (utwory z lat 1980–1984) |
| 10. | This Is Crucial Reggae: Black Uhuru          | 2004         | RAS            | CD     | składanka z serii „This Is Crucial Reggae” (utwory z lat 1986–1987)   |
| 11. | Party in Session: The Black Uhuru Collection | 2007         | Spectrum       | CD     | składanka „the best of” (utwory z lat 1980–1984)                      |
| 12. | Island Reggae Classics: Black Uhuru          | 2008         | Universal      | CD     | składanka z serii „Island Reggae Classics” (utwory z lat 1980–1984)   |

## Inne
Black Uhuru wydało około 50 singli na winylach 7" i 12". Wiele ich piosenek znalazło się na różnych składankach z muzyką reggae.